# Kongsvinger Futsal Sportsklubb
Il Kongsvinger Futsal Sportsklubb è una società norvegese di calcio a 5 con sede a Kongsvinger.

## Storia
Il club venne fondato con il nome Fy Posen Idrettslag, alla fine di ottobre 2004. Soltanto successivamente, precisamente il 9 marzo 2009, fu adottato il nome Kongsvinger Futsal Sportsklubb. Dal 2009, milita nella massima divisione locale.

## Organico

### Rosa 2013/2014
| N° | Naz.                | Ruolo | Sportivo         | Anno     |  |  |
| -- | ------------------- | ----- | ---------------- | -------- |  |  |
|    | Lettonia (bandiera) | PIV   | Oļegs Matvejevs  | 20.10.81 |  |  |
|    | Norvegia (bandiera) | DIF   | Jon Holt         |          |  |  |
|    | Norvegia (bandiera) | PIV   | Jermund Udnæseth |          |  |  |